# Монастир Святого Месропа Маштоца (Насірваз)
39°10′06″ пн. ш. 45°55′25″ сх. д. / 39.168383° пн. ш. 45.923628° сх. д.
Монастир Святого Месропа Маштоца (вірм. Սուրբ Մեսրոպ Մաշտոց վանք), також Монастир Святого Григорія Просвітника (вірм. Սուրբ Գրիգոր Լուսավորիչ վանք) — вірменський монастир у селі Насірваз, Нахічеванська АР, Азербайджан.

## Історія
Монастир побудований у 456 році за замовленням князя Шабіта — правителя Гохтна, оскільки історично цей регіон входив до складу гавара Гохтн Великої Вірменії. Храм являє собою чотирьохнефну купольну базиліку. Побудований з обробленого і напівобробленого каменю. Перша відома реставрація проведена в XV столітті, наступна у XVII ст. Вхід розташований з західного боку. Має напівокруглу апсиду, прямокутні колони. Купол кам'яний, восьмигранний. Усередині знаходяться написи. На західному фасаді церкви були чотири колони. На північній стороні церкви була їдальня, яка була оточена міцними стінами. .